# Gebouw van de Internationale Crediet- en Handelsvereeniging Rotterdam
Het gebouw van de Internationale Crediet- en Handelsvereeniging Rotterdam, later bekend als Cipta Niagagebouw, is gebouwd in 1913 in Jakarta, Indonesië. De architecten waren Eduard Cuypers en Marius Hulswit.
De opdrachtgever was voor de bouw was Internationale Crediet- en Handelsvereeniging Rotterdam, kortweg Internatio, een handelshuis opgericht in 1863. Zij hield zich bezig met import en export, exploiteerde landbouwondernemingen en financierde voorschotten aan cultuurondernemingen.
Het gebouw, gelegen op de hoek met de Kali Besar en de Theewaterstraat, heeft een breedte van 20 meter en een diepte van ongeveer 56 meter en heeft een begane grond en een eerste verdieping. Het pand is in Nederlands-Indische stijl opgericht wat een eis was van de gemeente. De voorzijde is betrekkelijk smal en heeft beneden een open galerij en bestaat verder uit drie assen. Het dak is hoog opgaand en wordt ingeklemd door twee torens. De zijgevel grenst aan de Theewaterstraat en heeft een topgevel die gedecoreerd is met het wapen van Rotterdam in zandsteen, vervaardigd door Van de Bossche & Crevels. De buitenmuren zijn gepleisterd en wit geverfd. Op de begane grond vond de Rotterdamsche Lloyd haar onderkomen dat te bereiken was via een ingang op de hoek van de Kali Besar en de Theewaterstraat. De Internatio zat op de eerste etage dat te bereiken was via een ingang aan de Theewaterstraat. Via de entree kwamen bezoekers bij een monumentale trap met granieten treden en kon men naar de bovenverdieping. Daar kwam men in een hal dat toegang bood tot een galerij waar de overige kamers op uitkwamen, zoals de importafdeling, de exportafdeling, boekhouding en een eetzaal. De ruimtes werden van elkaar gescheiden door glazen puien. De galerij bevat gebrandschilderde ramen met onder andere de wapens van Batavia, Semarang, Surabaya en Rotterdam en de logo's van Internatio en de Rotterdamsche Lloyd. Het pand is gebouwd van gewapend beton en de etages worden ondersteund door pilaren die vloeiend overgaan op het plafond.
In 2016 is het pand gerestaureerd en sindsdien wordt het gebruikt voor tentoonstellingen.

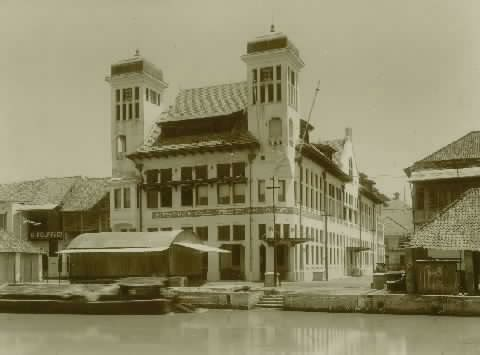
Gebouw kort na de oplevering in 1913